# Böninger Park
Der Böninger Park (vor dem Zweiten Weltkrieg Böningers Park genannt) ist eine etwa 13 ha große Erholungsanlage im Duisburger Stadtteil Dellviertel. Darunter fließt, unterirdisch verrohrt, der Dickelsbach.

## Geschichte
Die Familie Böninger, eine Unternehmerfamilie der Duisburger Tabakindustrie, erwarb im Jahr 1774 die am Lauf des Dickelsbachs gelegene alte Marienmühle, eine von mehreren Wassermühlen am Lauf des Baches. Sie gehörte ursprünglich den Johannitern. Die Böningers bauten die Wassermühle zu einem herrschaftlichen Sommersitz aus. Den Privatgarten legte man vor den Toren der Stadt an
und übergab ihn 1912 der Öffentlichkeit. Die Anlage ging 1921 in den Besitz der Stadt Duisburg über, drei Jahre später wurde dort eine Jugendherberge eingerichtet. Die Bomben des Zweiten Weltkrieges ließen von dem 700 Jahre alten Baudenkmal nur noch eine Ruine übrig, die 1949 weggeräumt wurde. Heute hat der Park eine besondere Bedeutung für die Kurzzeiterholung im dichtbesiedelten benachbarten Hochfeld.

## Umgestaltung
Im Rahmen des Konjunkturpakets II erfolgte eine konzeptionelle Umgestaltung der Parkanlage. Gehölze wurden überarbeitet und Wege barrierefrei ausgebaut. Die „Böninger Acht“ ist eine 1,7 km lange, beleuchtete Laufstrecke, die beide Teile des Parks in Form einer Acht miteinander verbindet.